# دلفين داكن
دلفين داكن (الاسم العلمي: Lagenorhynchus obscurus) (بالإنجليزية: Dusky dolphin) هو نوع من الحيتانيات يتبع جنس دلفين قاروري الخطم من فصيلة الدلافين المحيطية،يتواجد هذا النوع من الدلافين سواحل الجزء الجنوبي للكرة الأرضية. يرتبط الدلفين الداكن إرتباطا وراثيا وثيقا بدلفين باسيفيكي أبيض الجنب المنتشر في سواحل شمالي المحيط الهادي ولكن أجمع العلماء على تصنيف كل منهما كنوع مستقل.
تنتشر الدلافين الداكنة على نطاق واسع في سواحل النصف الجنوبي للأرض حيث تتواجد أعداد كبيرة منها حول سواحل أمريكا الجنوبية،جنوب غرب أفريقيا،نيوزيلاندا والعديد من الجزر المحيطية، كما تم مشاهدة بعضها قبالة سواحل أستراليا وتاسمانيا،وتفضل العيش في المناطق ذات التيارات الباردة والمياه الشاطئية الضحلة بدلاً من مناطق المياه العميقة. تتغذى على مجموعة متنوعة من أنواع الأسماك والحبار وتتميز بأساليب صيد مرنة.

## الوصف

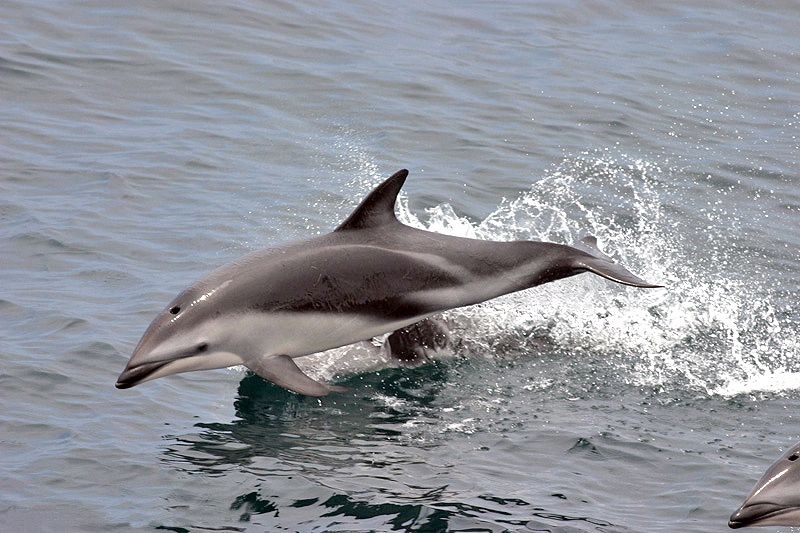
صورة مقربة لدلفين داكن يطفو فوق الماء

يعتبر الدلفين الداكن صغير إلى متوسط الطول مقارنة بالأنواع الأخرى في العائلة وبذلك فهو أصغر أنواع عائلة الدلافين.حيث يختلف حجمه بإختلاف مناطق تواجده. تم العثور على أكبر الدلافين الداكنة قبالة سواحل البيرو ، حيث يصل طولها إلى 2.10 متر ووزنه كيلوغرام. أمَّا الدلافين الداكنة المتواجدة قبالة سواحل نيوزيلاندا فيتراوح طولها بين 1.67 و 1.78 متر ووزنها يتراوح بين 69 و 78 كيلوجرام بالنسبة للدلافين الإناث وبالنسبة للذكور فطولها من من 1.65 إلى 1.75 متر ووزنها يتراوح بين 70 و 85 كيلوغرام.
تمتلك جسما مرنا وأملسا إنسيابيا يساعدها على التحرك والإنزلاق في الماء. جزؤه العلوي رمادي غامق والجزء السفلي منه أبيض تقريبا.